# 佐塚元章
佐塚 元章（さづか もとあき、1951年1月14日 - ）は、NHKの元チーフアナウンサーで、現在は嘱託職。講演会などはアナウンサーの事務所・ボイスワークスとマネジメント協力契約を結んでいる。

## 人物
静岡県立静岡東高等学校を経て早稲田大学卒業後、1973年入局。長らくスポーツアナウンサーとして活躍したが、2度目の静岡勤務を終えると同時に、スポーツの分野からは離れている。

## 過去の担当番組
- おはよう静岡（月・火曜を中心に出演）
- スポーツ中継（2度目の静岡局在籍時まで）
- たっぷり静岡（たっぷりスポーツ館担当・最初の静岡局在籍時）
- 土曜あさいちばん・日曜あさいちばんキャスター（2009年4月～2011年3月 静岡局からラジオセンターへ異動する2か月前から担当）
- ひるのいこい（2011年4月～2016年4月1日、月曜～金曜）

※不定期で土曜にも出演する場合あり。
- 関東地方の気象情報（月曜～金曜、12:55 - 13:00）
- 社会人野球・都市対抗野球大会中継（J SPORTS）
- ラジオニュース(水曜日夜勤から、木曜日9時55分の関東のニュース迄)